# جين هاردي
جين أ. هاردي (بالإنجليزية: Jeanne Hardy)‏ بروفيسور أمريكي متخصصة في مجالات الكيمياء البيولوجية والفيزيائية بجامعة ماساتشوستس في أمهرست، اشتهرت مع مجموعتها بأبحاثها عن تصميم الضوابط التفارغية وعناصر التحكم في البروتياز البشري.

## التعليم
حصلت هاردي على درجة البكالوريوس ودرجة الماجستير من جامعة ولاية يوتا في عام 1994. عملت مع البروفيسور آن أوست في مشاريع الكيمياء الحيوية المتعلقة بالبروتين المغلف للحديد والاسبستوس.
انتقلت إلى جامعة كاليفورنيا، بيركلي حيث استطاعت الحصول على درجة الدكتوراه في عام 2000. عملت مع البروفيسور هيلاري سي إم. نيلسون على دراسة عامل الصدمة الحرارية والذي يلعب أدوارًا مختلفة كمساعد جزيئي ومنشط للمناعة. تم تنفيذ فكرة عملها بعد حصولها على درجة الدكتوراه في مؤسسة سانسيس للصيدلة مع عضو الأكاديمية الوطنية للمخترعين وأستاذ جامعة كاليفورنيا في سان فرانسيسكو جيمس «جيم» ويلز.

## الحياة العلمية
التحقت هاردي بجامعة ماساتشوستس في عام 2005. يرجع لها الفضل في بناء برنامجًا بحثيًا حول الفيزياء الحيوية للبروتياز البشري. يركز بحثها بشكل خاص على الكاسبيز والبروتينات المتسببه في موت الخلايا بشكل ييعد منتظم وتأثيراته في حالات مثل مرض الزهايمر والباركنسون.
ركزت مجموعة أبحاث هاردي على التنظيم التفارغي لكاسبيز-6 بشكل انتقائي باستخدام الزنك، التنظيم القائم على التغير الطفري لكاسبيز-7، جزيئات الرصاص ضد الصدمات الحرارية والعديد من البروتينات السيستين الأخرى.
حصلت هاردي على جائزة مقابل هذا العمل في عام 2012، كما تمت ترقيتها إلى درجة أستاذ كامل في عام 2018.

## الجوائز
- عام 2018: جائزة ماهوني الافتتاحية في علوم الحياة.[10]
- عام 2014: منحة فولبرايت، باريس، فرنسا.
- عام 2009: زمالة إيلي ليلي وشركاءه للتدريس.
- عام 2008: جائزة الباحث العلمي.
- عام 2003: زمالة المعاهد الوطنية للصحة بعد الدكتوراه.
- عام 2000: زمالة الجمعية اليابانية لتعزيز العلوم ما بعد الدكتوراه.

## وصلات خارجية
- السيرة الذاتية لجين هاردي .
- جين هاردي، قسم الكيمياء، جامعة ماساتشوستس في أمهرست.
- جين هاردي تعلن بداية الحرب على الزهايمر.